# هاگن (برگن)
هاگن (به آلمانی: Hagen) یک منطقهٔ مسکونی در آلمان است که در برگن (منطقه سله) واقع شده‌است. هاگن ۱۴۶ نفر جمعیت دارد.